# Rømødæmningen (dokumentarfilm)
|  | Denne artikel er oprettet af botten Steenthbot ud fra en ekstern database. Den kan derfor have sproglige fejl eller mangler. Denne skabelon kan fjernes efter kontrol af indholdet. |

Rømødæmningen er en dansk dokumentarfilm fra 1948.

## Handling
For at skaffe bedre forbindelse mellem Rømø og fastlandet og danne en basis for landvindinger i Vadehavet vedtog rigsdagen den 23. marts 1939 loven om bygning af en dæmning til Rømø. Filmen følger forberedelserne og byggeriet af Rømødæmningen, der fandt sted i årene 1940-1948.